# U-54 (tàu ngầm Đức) (1939)
U-54 là một tàu ngầm tấn công  Lớp Type VII thuộc phân lớp Type VIIB được Hải quân Đức Quốc Xã chế tạo trước Chiến tranh Thế giới thứ hai. Nhập biên chế năm 1939 sau khi xung đột đã chính thức bắt đầu, nó chỉ thực hiện được một chuyến tuần tra duy nhất vào năm 1940 và bị mất tích, có thể bị đắm do trúng thủy lôi tại Bắc Hải về phía Bắc Terschelling vào ngày 13 tháng 2, 1940.

## Thiết kế và chế tạo

### Thiết kế
Phân lớp VIIB của Tàu ngầm Type VII là một phiên bản VIIA được mở rộng. Chúng có trọng lượng choán nước 753 t (741 tấn Anh) khi nổi và 857 t (843 tấn Anh) khi lặn). Con tàu có chiều dài chung 66,50 m (218 ft 2 in), lớp vỏ trong chịu áp lực dài 48,80 m (160 ft 1 in), mạn tàu rộng 6,20 m (20 ft 4 in), chiều cao 9,50 m (31 ft 2 in) và mớn nước 4,74 m (15 ft 7 in).
Chúng trang bị hai động cơ diesel Germaniawerft F46 6-xy lanh 4 thì, tổng công suất 2.800–3.200 PS (2.100–2.400 kW; 2.800–3.200 bhp), dẫn động hai trục chân vịt đường kính 1,23 m (4,0 ft), cho phép đạt tốc độ tối đa 17,9 kn (33,2 km/h), và tầm hoạt động tối đa 8.700 nmi (16.100 km) khi đi tốc độ đường trường 10 kn (19 km/h). Khi đi ngầm dưới nước, chúng sử dụng hai động cơ/máy phát điện Brown, Boveri & Cie GG UB 720/8 tổng công suất 750 PS (550 kW; 740 shp). Tốc độ tối đa khi lặn là 8 kn (15 km/h), và tầm hoạt động 90 nmi (170 km) ở tốc độ 4 kn (7,4 km/h). Con tàu có khả năng lặn sâu đến 230 m (750 ft).
Vũ khí trang bị có năm ống phóng ngư lôi 53,3 cm (21 in), bao gồm bốn ống trước mũi và một ống phía đuôi, và mang theo tổng cộng 14 quả ngư lôi, hoặc tối đa 22 quả thủy lôi TMA, hoặc 33 quả TMB. Tàu ngầm Type VIIB bố trí một hải pháo 8,8 cm SK C/35 cùng một pháo phòng không 2 cm (0,79 in) trên boong tàu. Thủy thủ đoàn bao gồm 4 sĩ quan và 40-56 thủy thủ.

### Chế tạo
U-54 được đặt hàng vào ngày 16 tháng 7, 1937, và được đặt lườn tại xưởng tàu của hãng Friedrich Krupp Germaniawerft tại Kiel vào ngày 13 tháng 9, 1938. Nó được hạ thủy vào ngày 15 tháng 8, 1939, và nhập biên chế cùng Hải quân Đức Quốc Xã vào ngày 23 tháng 9, 1939 dưới quyền chỉ huy của Hạm trưởng, Đại úy Hải quân Georg-Heinz Michel.

## Lịch sử hoạt động
Trong khi U-54 thực hành huấn luyện trong thành phần Chi hạm đội U-boat 7, Thiếu tá Hải quân Günter Kutschmann tiếp nhận quyền chỉ huy con tàu vào ngày 5 tháng 12, 1939. Khi chiếc tàu ngầm hoàn tất chương trình huấn luyện vào ngày 31 tháng 12, nó khởi hành từ Kiel vào ngày 12 tháng 2, 1940 cho chuyến tuần tra duy nhất trong chiến tranh, và bị mất tích sau khi rời cảng mà không rõ nguyên nhân. Toàn bộ 41 thành viên thủy thủ đoàn đều bị mất tích.
U-54 có thể đã bị đắm vào ngày 13 tháng 2, 1940 do trúng thủy lôi tại các Bãi mìn số 4 hoặc số 6, Bắc Hải về phía Bắc Terschelling, tại vị trí khoảng 55°00′B 05°00′Đ / 55°B 5°Đ. Các bãi thủy lôi này do các tàu khu trục Anh HMS Ivanhoe và Intrepid rải vào đầu tháng 1, 1940. Một phần các quả ngư lôi của U-54 được tàu tuần tra V-1011 tìm thấy vào ngày 14 tháng 3, 1940.